# مترو أبيدجان
مترو أبيدجان هو خط مترو قيد الإنشاء بطول 37.5 كم في أبيدجان عاصمة ساحل العاج،بدأ البناء في نوفمبر 2017  ومن المقرر أن يدخل الخدمة في 2022-2023. من المتوقع أن يخدم المشروع 500 ألف راكب يومياً  وتبلغ تكلفة المشروع 1.7 مليار دولار تمولها الوكالة الفرنسية للتنمية.